# Râul Spătac
Râul Spătac sau Râul Spătacu este un curs de apă, afluent al râului Târnava Mare. 

## Hărți
- Harta Munții Apuseni
- Harta Județul Alba